# ウェザーニュース (アプリケーション)
ウェザーニュースとは、株式会社ウェザーニューズが携帯電話のスマートフォンやタブレット情報端末向けに作成・配信している天気予報アプリケーションの事である。2019年5月29日以前はウェザーニュース タッチのアプリ名称で提供していた。

## 概要
- 2009年1月27日にソフトバンクモバイル・Apple系スマートフォンであるiPhone版の同アプリからサービスを開始[2]。その後、ウィルコムやAndroid系のスマートフォンにもサービスを拡大した。
- 開始当初は「天気予報Ch.」・「雨雲レーダーCh.」・「衛星Ch.」の3つのチャンネルのみだったが[2]、現在は「ライブカメラCh.」や「ウェザーリポートCh.」・「SOLiVE24Ch.」などの様々なチャンネルが随時追加され、2011年4月1日現在、最大20のチャンネルで構成されている[3]。
- Android系ウェザーニュースタッチは当初、固有機種での対応だったが、後にAndroidバージョンによる対応に切り替わった（現在はOSバージョン2.1以降対象）。ただ、2012年10月現在、ドコモ タブレットの一部機種[4]などは非対応となっている。
- 2011年3月18日に公開されたiPhone版Ver1.10.0のアップデートによりアプリ容量が20MB以上となり、3G回線によるアップデートができなくなっていたが、同年10月11日に公開されたiPhone版Ver1.12.1でアプリ容量の改善が行われ、3G回線でもダウンロード・アップデートが可能になった。

## 沿革
- 2009年（平成21年）
  - 1月27日 - iPhone用天気予報アプリ「ウェザーニュース タッチ」のサービスを開始[2]。
- 2010年（平成22年）
  - 1月29日 - HYBRID W-ZERO3（ウィルコム）用天気予報アプリ「ウェザーニュース タッチ」のサービスを開始[5]。
  - 4月1日 - NTTドコモのAndroidスマートフォンであるXperia（SO-01B）の発売に合わせ、Android用天気予報アプリ「ウェザーニュース タッチ」のサービスを開始（縦表示のみ対応）[6]。
  - 8月 - 累計で140万ダウンロードを突破[7]。
  - 10月 - 累計で170万ダウンロードを突破[8]。
  - 10月29日 - 当日に実施した、「ウェザーニュース タッチ」のバージョンアップに伴い、新たにDesire（ソフトバンクモバイル）、GALAXY S（NTTドコモ）、IS01（au）向けへの正式サービスを開始[9]。
  - 10月29日 - iPhone向けに地震・台風・雨雲のプッシュ通知サービスを開始[8][10]。
  - 11月25日 - 同日発売の光iフレーム（NTT東日本）向けにウェザーニューズの天気情報アプリを配信開始[11]。
  - 11月26日 - 同日発売のGALAXY Tab（NTTドコモ）向けへの正式サービスを開始。
- 2011年（平成23年）
  - 4月15日 - Android向けに地震・雨雲のメッセージ機能サービスを開始[12]。
  - 4月26日 - Android版に『ウェザーリポートCh.』が搭載され、これまでiPhone版のみだった「ウェザーリポート」がAndroidでも可能となる[13]。
  - 9月 - iPhone版・Android版累計で500万ダウンロードを突破[14]。
- 2012年（平成24年）
  - 3月1日 - KDDIが提供する「auスマートパス」アプリ群としてAndroid版KDDI用「ウェザーニュースタッチ for auスマートパス」を提供開始。専用ch．として「ソラテナch．」を追加。
  - 7月28日 - iPhone版バージョン2.0.0リリース。別物と言えるほど内容が変化した。天気を簡便に見ることができる「だけの」アプリから、SNS機能を拡張した。ユーザー同士の交流が図れるなどのメリットがある反面、ただ天気を見たいだけの利用者にもユーザー登録とログインが必須になるなど、簡便性は非常に低下した。このバージョンアップへの賛否は個々の使い方によるであろうが、2012/8/31現在でこのバージョンへのiTunesストア評価全8452件中およそ9割に当たる7675件が最低の★1つをつけ、大半のユーザーがこの変化に「否」の回答を与えている。
  - 11月21日 ‐ Android版でこれまでアラームをメールで通知していたがiPhone版同様通知バーなどによるプッシュ通知が可能となった。設定は自分で設定できプッシュ通知に設定後はメールでは通知されなくなる。但し「あの頃～」経由のメール設定やOSバージョンなどによっては引き続きメールで届く。
  - 12月 - iPhone版・Android版累計で800万ダウンロードを突破。
- 2019年（令和元年）
  - 5月30日 - アプリ名称が「ウェザーニュース タッチ」から「ウェザーニュース」に変更された[1]。
- 2021年 (令和3年)
  - 12月29日 -「初日の出ch」内のお正月ソラレターを2023年向け以降の受付を終了する[15]。
- 2022年（令和4年）
  - 9月28日 - 本アプリに追加する形で法人向けサービスを開始[16]。
- 2024年（令和6年）
  - 3月26日 - Apple Watch向けのサービスを開始[17]。

## 搭載チャンネル
※2012年11月現在。iPhone版、Android版ほぼ共通。機種によって、利用できないチャンネルが存在するので注意。

※☆：一部有料会員メニュー、★：SmartMessage通知サービス及びスマートアラーム通知サービス対象、●：『あの頃のウェザーニュース』内メールサービス対象
- 『SmartMessage設定』☆
『スマートアラーム設定』（iPhone版、Android版プッシュ通知、Android版は一部メール通知）。OSバージョンやiPod touchなど一部非対応のためSmartMessageのみ）☆
- 『あの頃のウェザーニュース』（2011年11月18日に開設されたスマートフォン版ウェザーニュースサイトと同じ）
- 『天気予報Ch.』
- 『10分天気予報ch.』
- 『雨雲レーダーCh.』★●（2020年4月からAmazon Web Services（AWS）のシステムを採用している[19]）
- 『衛星Ch.』
- 『ライブカメラCh.』
- 『天気図Ch.』
- 『台風Ch.』☆★●
- 『SOLiVE24Ch.』
- 『ウェザーリポートCh.』☆
- 『地震Ch.』☆★●（iPhone版、Android版緊急地震速報通知対応、Android版は一部端末未対応で地震chにて速報の確認可能）
- 『津波Ch.』★●
- 『警報・注意報Ch.』★●
- 『雷Ch.』★●
- 『ソラウタCh.』
- 『減災Ch.』
- 『星空ch.』
- 『紅葉Ch.』（期間限定）☆
- 『さくらCh.』（期間限定）☆
- 『花粉Ch.』（期間限定）☆
- 『花火天気ch.』（期間限定）☆
- 『ゲリラ雷雨Ch.』（期間限定）☆★
- 『スキー＆スノボーch.』（期間限定）☆
- 『ソラテナch.』（KDDI向けAndroid版アプリauスマートパス会員のみ）

## 海外展開
- ウェザーニューズによる、同様のサービスは海外でも行われており、韓国では、2010年6月25日にサムスン電子の新型スマートフォンである「GALAXY S」の発売に合わせ、当アプリの韓国版である、天気予報アプリ「ウェザーニュース」のサービスを開始している[20]。

## 備考
- 2010年8月4日に発売された、『日経トレンディ9月号』（日経BP）ではiPhoneやAndroid上で公開されている、主要天気予報アプリ計14本をダウンロードし、約2週間の予報的中率を検証した結果、当アプリが8割の的中率を記録し、トップだったと発表した[21]。
- 本アプリケーション利用者を更に広げる目的で2020年からはテレビCMを制作した上で地上波民放テレビ各局にて放映している[22]。同年6月からは自社制作番組「ウェザーニュースLiVE」のキャスターである白井ゆかり[22]、2021年6月からは声優の花江夏樹[23][24]、2022年6月からは声優の神谷浩史と梶裕貴[23][25]、2023年6月からは俳優の広瀬すず[26]、2024年6月からはお笑いタレントの川島明（麒麟）[27]をそれぞれ起用している。